# Chambre d'hôtel (roman)
 (mars 2022).
Chambre d'hôtel est un recueil rassemblant deux nouvelles de Colette, publiées en 1940 chez Fayard.

## Résumé
- Chambre d'hôtel

Dans cette première nouvelle, Colette revient sur son passé d'artiste de Music-Hall. Au début du récit, elle se lie d'amitié avec Lucette, belle fille un peu vulgaire et petite danseuse entretenue, qui lui propose la jouissance d'un chalet dans une ville d'eaux pour plusieurs semaines de vacances. Un peu réticente au début, Colette se laisse convaincre, en partie pour faire goûter le bon air de la campagne à sa chatte adorée. Mais le chalet lui déplaît immédiatement, et elle part s'installer à l'Hôtel des Bains. Elle y sympathise avec un couple en cure : Gérard et Antoinette Haume. Elle va se retrouver bien malgré elle mêlée à l'intimité du couple lorsque Gérard lui demande de rendre visite à sa maîtresse à Paris, dont il est sans nouvelles. Or la dame a disparu, laissant son appartement vide... D'abord désespéré, Gérard se console avec Lucette,venue occuper le petit chalet, sous l'œil méprisant de Colette et celui résigné d'Antoinette. Cette nouvelle met en scène des personnages aux préoccupations ordinaires : amour, jalousie, soucis d'argent, maladie, mais que la plume de Colette rend particulièrement vivants et émouvants.
- La Lune de pluie

Cette nouvelle prend également sa source dans le passé de Colette. Sa secrétaire habituelle lui ayant fait faux bond, elle se rend pour la première fois chez Mlle Rosita Barberet, dactylo, pour lui porter son manuscrit à taper, et découvre qu'elle a elle-même vécu autrefois dans son appartement. Elle y aimait particulièrement à l'époque les reflets que faisaient naître les rayons du soleil dans un défaut de la vitre : sa "lune de pluie". Elle prend alors pour prétexte la copie de ses écrits pour revenir souvent visiter son ancien logis et y évoquer des souvenirs. Elle fait la connaissance de la sœur de Rosita, Délia, et apprend qu'elle a un bien funeste passe-temps : elle jette des sorts à son mari qui l'a quittée dans le but de le faire mourir à petit feu. À la fois intriguée et dégoûtée par ces pratiques malsaines, Colette essaie d'éviter les sœurs Barberet, jusqu'au jour où elle croise Délia dans la rue en tenue de veuve... À partir de situations simples, quotidiennes,  Colette a écrit une sorte de conte fantastique qui confronte l'univers du rationnel et celui d'une magie superstitieuse assez inquiétante.